# Incidente del Boeing 707 di British Airtours nel 1977
Il 17 marzo 1977 un Boeing 707 della British Airtours, utilizzato per l'addestramento dei piloti, si schiantò e prese fuoco durante la corsa per il decollo all'aeroporto di Glasgow Prestwick. Tutti e quattro i membri dell'equipaggio a bordo sopravvissero, e uno solo rimase ferito.

## L'aereo
L'aereo era un Boeing 707-436, registrato come G-APFK, e volò per la prima volta nel 1960. Il suo numero di costruzione era 17712 e i suoi quattro motori erano dei Rolls-Royce Conway 508 turboventola. Il velivolo era entrato in servizio con la BOAC il 29 settembre 1960, venendo trasferito alla BEA Airtours il 30 dicembre 1971 passando infine alla British Airtours il 1 aprile 1974.

## Il volo
A bordo c'erano un primo ufficiale tirocinante di 29 anni, un comandante di volo di 48 anni, un apprendista capitano che agiva come ingegnere di volo, e un primo ufficiale supervisore seduto dietro il comandante. Dopo le procedure standard di pushback e di avviamento dei motori, il comandante trasmise le informazioni della torre di controllo sul vento al traverso al primo ufficiale in formazione, che aveva i comandi per la fase di decollo. Il vento previsto era di 18 nodi, e sarebbe aumentato a 35 nodi. Alla sessione di addestramento non era stato assegnato alcun numero identificativo.

## L'incidente
Dopo aver ricevuto l'autorizzazione al decollo dalla torre, il 707 rullò sulla pista 31 per la partenza. Il primo ufficiale in formazione iniziò la corsa al decollo applicando piena potenza ai motori. Mentre l'equipaggio alzava in volo l'aereo dopo la velocità VR (125 nodi), il comandante di volo tirò indietro la leva di spinta del motore n. 1, dicendo "Il motore numero uno è guasto", seguito da "Ce l'ho". L'equipaggio applicò l'assetto del timone sinistro e il Boeing salì a 20-30 piedi. L'aereo iniziò improvvisamente a scendere e l'ala sinistra si inclinò di 20 gradi. Il motore che avrebbe dovuto simulare un guasto colpì il bordo sinistro della pista 31. L'aereo poi imbardò e rollò a destra, e il motore n.4 colpì il suolo. L'aereo scivolò lateralmente lungo la pista, staccando tutti e quattro i motori e facendo collassare il carrello di atterraggio mentre prendeva fuoco. Si fermò all'incrocio con la pista 3. Durante l'evacuazione un membro dell'equipaggio rimase ferito.

## L'indagine
L'Air Accidents Investigation Branch (AAIB) avviò un'indagine il giorno dopo l'incidente. Secondo i dati di volo e i registratori della cabina di pilotaggio era stata simulata un'avaria al motore come esercizio per i due tirocinanti per dimostrare rapidamente le procedure per riavviare o spegnere il motore guasto. L'AAIB stabilì che i piloti non avevano affrontato il problema con la rapidità raccomandata. Di solito un pilota deve occuparsi di un motore guasto in 1/2 secondi, ma il primo ufficiale in formazione ce ne mise 2 o 3.

### Causa probabile
Dopo aver studiato l'incidente per un anno e quattro mesi, l'AAIB pubblicò il suo rapporto finale nel settembre 1978, indicando la probabile causa dell'incidente: "Una perdita di controllo che derivava da un ritardo nell'adozione di misure correttive complete durante un guasto simulato del motore durante il decollo."

## Conseguenze
G-APFK rimase danneggiato irreparabilmente nell'incidente e nel conseguente incendio. Fu radiato nel novembre 1978 e demolito nel 1979.